# Passo de Canassor
O passo de Canassor (em armênio: Խանասուրի լեռնանցք; romaniz.: Xanasori lerrnanc’k’) ou desfiladeiro de Canassor (Խանասորի ձոր, Xanasori jor) é um passo de montanha do planalto Armênio, na parte nordeste dos montes Zagros, na bacia hidrográfica dos lagos de Vã e Úrmia, a uma altitude de 2509 metros. O rio Salmas nasce aqui.